# Pascal Cerrone
Pascal Cerrone (* 12. Juni 1981 in Frauenfeld) ist ein ehemaliger schweizerisch-italienischer Fussballspieler und jetziger Fussballtrainer.

## Karriere

### Spieler
Cerrone begann seine Profikarriere 1999 beim FC Winterthur in der Nationalliga B. 2002 wechselte er zum Schweizer Super-Ligisten FC Thun und kam dort in drei Jahren zu 90 Einsätzen. Von 2005 bis 2007 spielte er beim Ligakonkurrenten FC St. Gallen. 2007 wechselte er zum Liechtensteiner Klub FC Vaduz, mit dem er 2008 als Zweitligameister in die Axpo Super League auf- und anschliessend als Tabellenletzter wieder abstieg. 2012 wechselte er zum Challenge-League-Konkurrenten FC Wil. Den FC Wil verliess er 2015 und wechselte zum FC Frauenfeld, wo er auch Spielertrainer war. Ab 2019 spielte er wieder nach einer kurzen Pause beim FC Lerchenfeld.

### Trainer
Für zwei Saisons war er beim FC Frauenfeld Spielertrainer. Anschliessend war er 2017 beim FC Thun für einige Monate Trainer der dortigen U-21. Ab November 2021 war Co-Trainer beim FC Thun. Zusammen mit Marc Schneider wechselte er im Sommer 2021 nach Belgien zu SK Beveren. Im März 2022 verliessen die beiden den Club wieder. Seit Februar 2024 ist Cerrone als Co-Trainer unter Marc Schneider beim FC Vaduz. Im Sommer 2024 wurde der bis Sommer 2025 laufende Vertrag vorzeitig auf 2026 verlängert.

## Nationalmannschaft
2004 nahm Cerrone mit der Schweizer U-21-Nationalmannschaft an der U-21-Europameisterschaft in Deutschland teil. Er kam beim Vorrunden-Aus aber nicht zum Einsatz.

## Titel und Erfolge
FC Vaduz
- Liechtensteiner Cupsieger: 2008, 2009, 2010, 2011